# DJ Корольова
Ольга Корольова (нар. 17 березня 1988, Чернігів, УРСР), професійно відома як DJ Корольова, — українська ді-джейка  і музична продюсерка. В основному працює в жанрах мелодійне техно та прогресив-хаус.

## Раннє життя
Народилася і виросла в Чернігові. З дитинства цікавилася електронною музикою, але захоплення посилилося у 2004 році після відвідування концерту Gabriel & Dresden.
Більшу частину своєї ранньої кар'єри грала EDM під ім'ям DJ Da Queen. Після виступу на фестивалі Daydream у 2017 році вирішила змінити напрямок на мелодійний техно та прогресив-хаусі.

## Кар'єра
Співпрацювала з різними продюсерами (Ян Блумквіст, Spada, Meduza, Tube & Berger тощо), створюючи сингли, які стали основними елементами її концертів. Деякі з її найвідоміших спільних треків: «Be Strong» зі Spada (2022), «Lost in Space» з Franky Wah (2022), «Ready for More» з Two Are та Alar (2021), її ремікс на «This Feeling» від Vintage Culture & Goodboys (2022), «Sweet Disposition» з Гундамеа та Енді Радді (2022) та «Nightshapes» з MotherEarth і Tyoz (2024)[джерело?].
Її виступи на YouTube записуються в місцях по всьому світу, включаючи Шарм-ель-Шейх, Одесу, Гечек, Буенос-Айрес, Санторіні та Маямі[джерело?].
У неї також є годинне щотижневе радіошоу та подкаст під назвою «Captive Soul», які публікуються на SoundCloud, Spotify та Apple Podcasts[джерело?].
Грала на головній сцені музичного фестивалю Tomorrowland, виступала на EDC Las Vegas, Untold, NEON Countdown, So Track Boa, Parookaville, а також співпрацювала з звукозаписними компаніями Tomorrowland Music, Insomniac і Anjunabeats.
Випускала треки під такими відомими лейблами, як Ultra Records, Armada, AFTR: HRS і Get Physical Music, перш ніж заснувати власний лейбл Captive Soul у 2023 році. Виступала на культових майданчиках, таких як Space Miami, Green Valley Brazil і Hi Ibiza, а також грала в прямому ефірі з багатьох місць на кількох континентах, включаючи Маямі, Ізраїль, Нью-Йорк і Київ[джерело?].
У жовтні 2023 року заснувала власний лейбл, який також називається Captive Soul, де почала випускати власну музику та співпрацювати з іншими виконавцями. Він також є брендом подій, який вона використовує, щоб влаштовувати шоу у відомих закладах, де вона є хедлайнерами разом з іншими колегами електронної музики[джерело?].
У 2023 році дала понад 100 виступів у 50 країнах.
У 2024 році відвідала у ролі моделі тиждень моди в Парижі[значущість факту?].
У 2025 увійша зайняла 60 місце серед 100 найкращих ді-джеїв світу у рейтингу DJ Mag.

## Особисте життя
Покинула Чернігів через вторгнення Росії в Україну. Спочатку переїхала до Польщі, потім до Лісабона у 2022 році,. У 2024 році повернулась до Польщі, де живе зі своєю родиною[джерело?].